# Chevrolet Monte Carlo
El Chevrolet Monte Carlo es un automóvil de turismo introducido en el año 1970, fabricado durante más de seis generaciones hasta 2007. Se comercializó como un coupé de lujo de dos puertas a través de la mayor parte de su historia, con la última versión del modelo estaba caracterizada como un "coupé de gran tamaño".

## Primera generación (1970-1972)

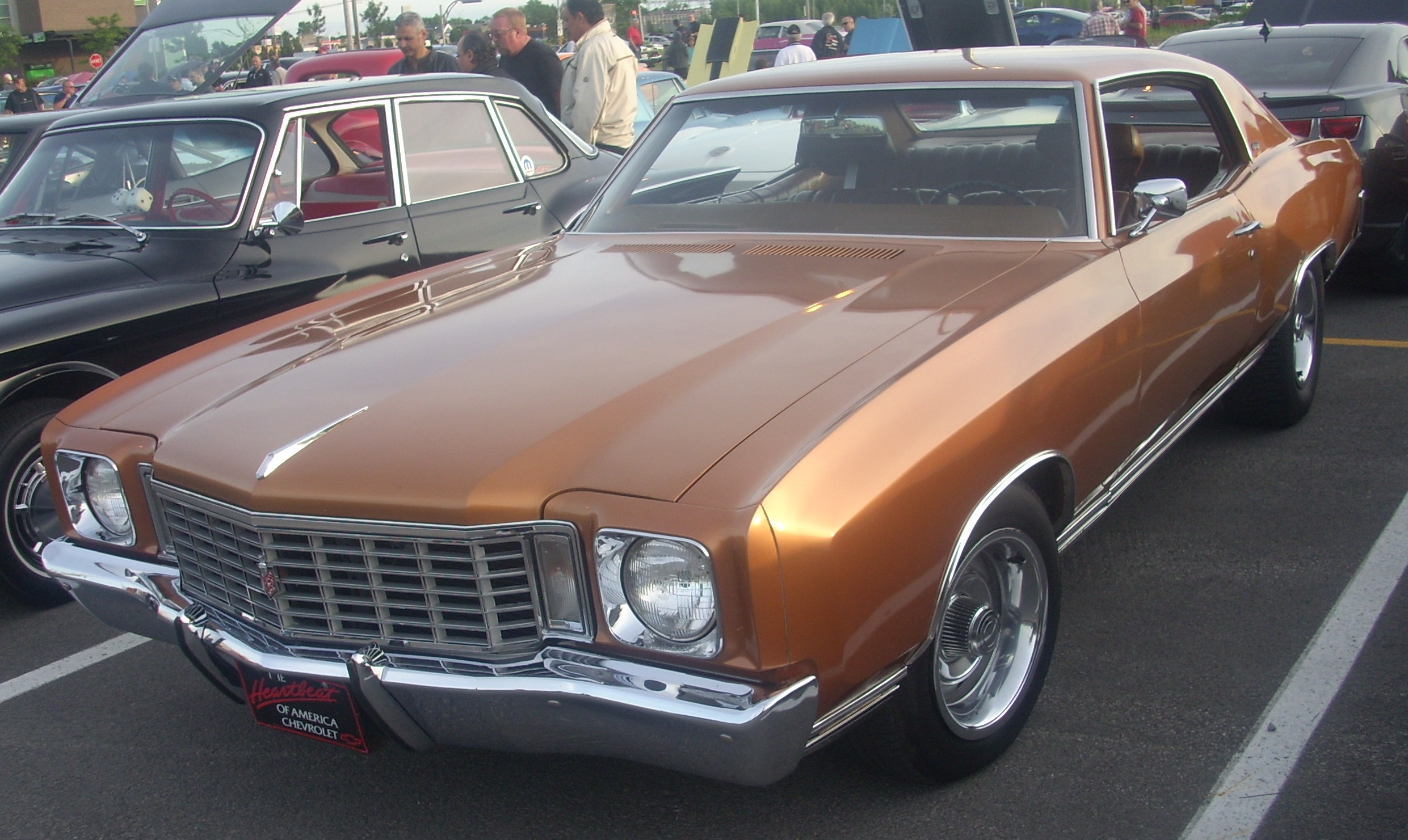
Monte Carlo de primera generación en el Centropolis Laval, en 2010

Hacia el año 1968, GM instituyó una política de distancias entre ejes unificadas para sus plataformas «A», modelos de coches de tamaño intermedio, entre ellos el Chevrolet Chevelle, Oldsmobile F-85, Buick Skylark y Pontiac Tempest. Los modelos de dos puertas tendrían una distancia entre ejes de 112 pulgadas (284,5 cm); 116 pulgadas (294,6 cm) para los sedanes; y 121 pulgadas (307,3 cm) en los familiares. En 1969 GM rompió sus propias reglas con la introducción del Pontiac Grand Prix, un cupé de 2 puertas, que utilizaba la plataforma «A», pero en el que se extendió cuatro pulgadas la zona por delante del pilar A de la carrocería, para un total de 116 pulgadas (294,6 cm) entre ejes. Esto le dio al cofre un diseño inusualmente largo, que tuvo mucho éxito e impulsó el nuevo Pontiac Grand Prix en gran medida a vender más que su predecesor de plataforma «A», a pesar de ser más caro. El nuevo diseño fue conocido como la plataforma «A especial», pero se convertiría en su propia clase conocida como «plataforma T».
Este coche comenzó como una respuesta de Chevrolet al Pontiac Grand Prix, tal como fue concebido por Elliot M. (Pete) Estes, gerente general de Chevrolet; y el jefe de diseño de Chevrolet, Dave Holls.

## Segunda generación (1973-1977)

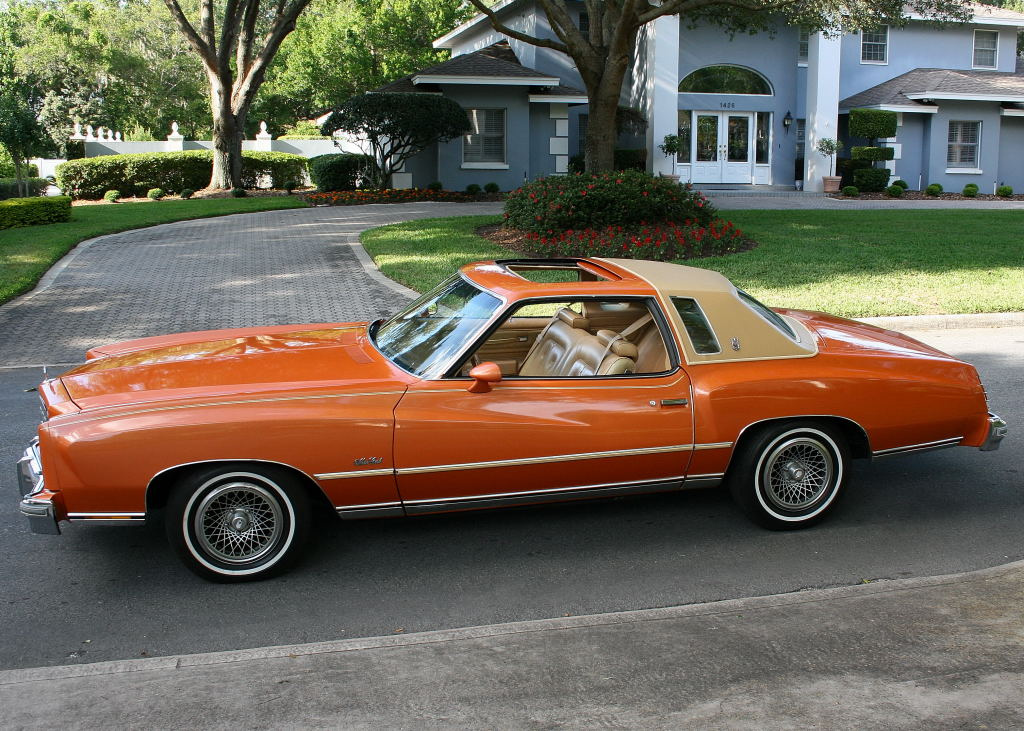
Landau de 1977

Un nuevo diseño del Monte Carlo se presentó con otras propuestas de GM. Al igual que otros modelos de tamaño medio de GM, el Monte Carlo de 1973 ya no era un hardtop, sino un cupé con columnas laterales y las ventanillas sin marco. Las características más destacadas incluían faros circulares que flanquean una rejilla rectangular con el emblema del Monte Carlo en el centro; mientras que los intermitentes y las luces de posición se disponían en vertical, agrupados por encima de la defensa.

## Tercera generación (1978-1980)

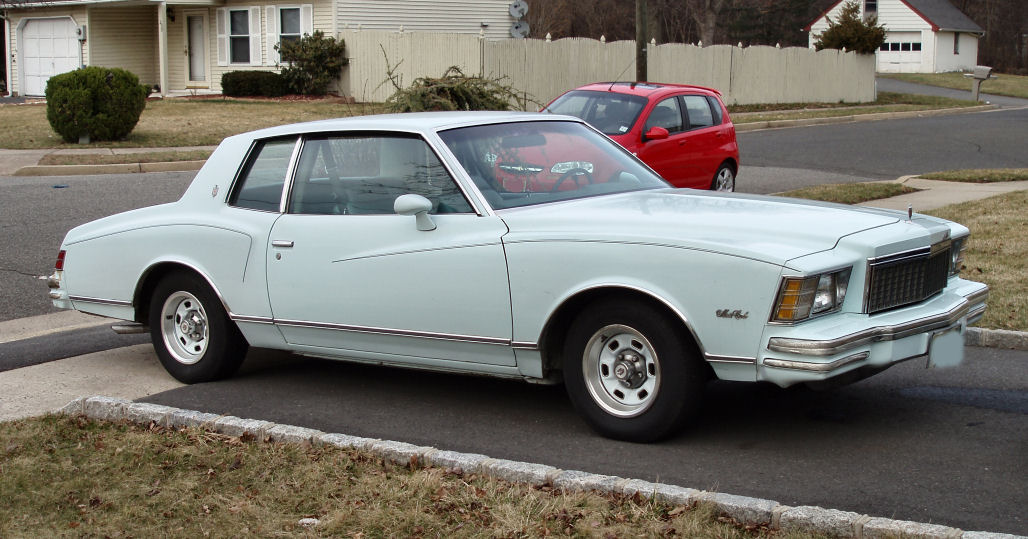
Modelo 1979 en blanco

Todos los coches GM de la clase intermedia, incluyendo el Monte Carlo, se redujeron de tamaño hacia 1978, en respuesta al embargo petrolífero árabe y a los requisitos del CAFE. El modelo de 1978 fue de 700 a 800 libras (317,5 a 362,9 kg) más ligero y 15 pulgadas (38,1 cm) más corto que el modelo de 1977. Los motores ofrecidos en años anteriores fueron lanzados como un estándar V6 de 231 pulgadas cúbicas (3,8 L) construido por Buick y, opcionalmente, un Chevrolet V8 de 305 pulgadas cúbicas (5 L). La transmisión manual de tres velocidades apareció por primera vez para mantenerse varios años como equipo estándar en el modelo base con el motor V6; mientras que la automática era opcional. El opcional V8 y todos los modelos Landau venían de serie con la transmisión automática. La transmisión de cuatro velocidades manual con palanca al piso era opcional con el motor V8 de 305 pulgadas cúbicas (5 L) y fue la primera vez que se ofreció una transmisión manual de cuatro velocidades en el Monte Carlo desde 1971.

## Cuarta generación (1981-1988)

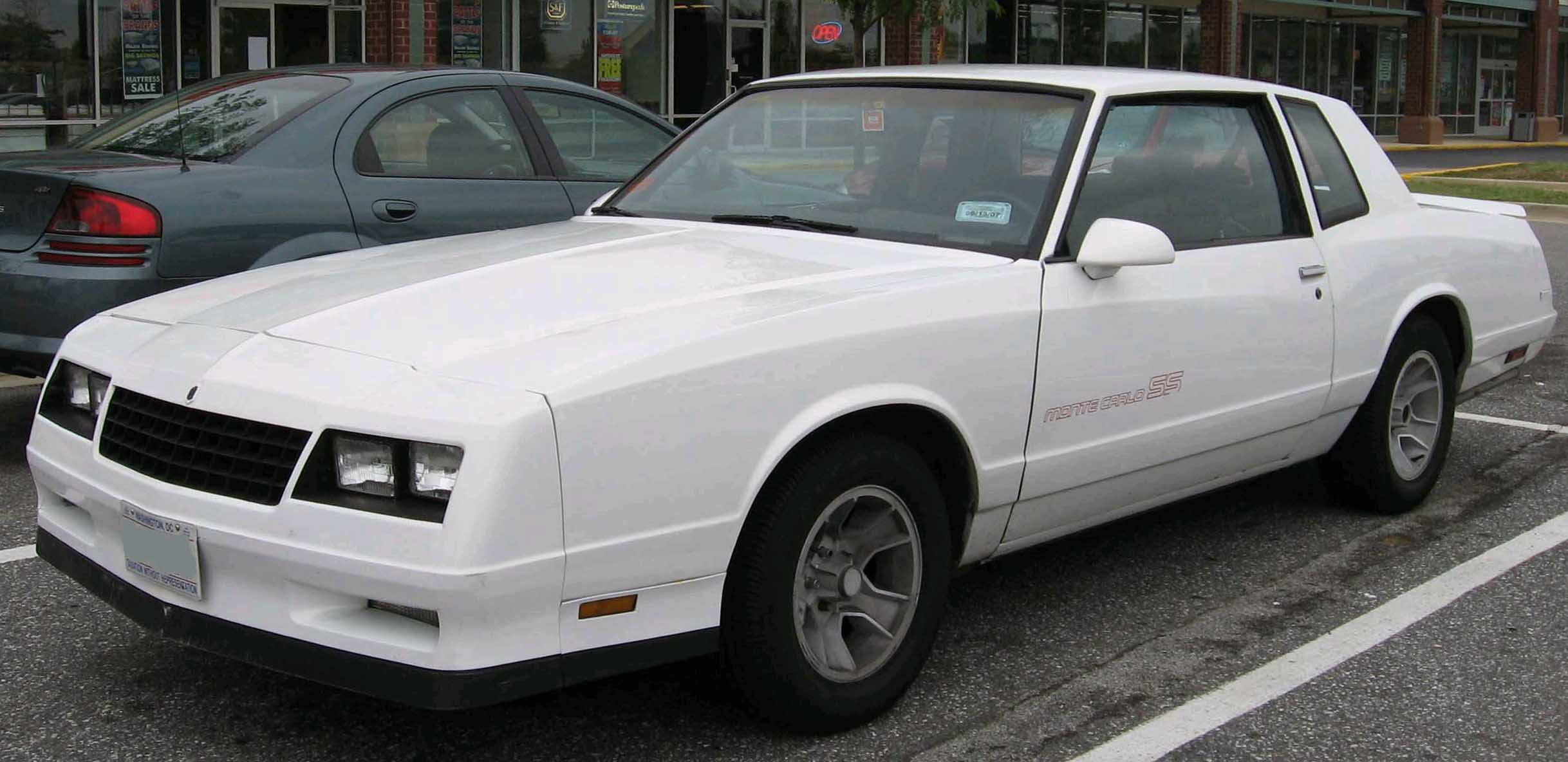
SS de 1983-86

La carrocería fue reformada como en los otros modelos cupés de GM, tales como: Oldsmobile Cutlass Supreme, Pontiac Grand Prix y Buick Regal. Se presentó un perfil más suave que en los modelos anteriores y nuevas luces traseras verticales similares a los modelos 1973-1977. Las ofertas de motores se ampliaron, incluyendo el V6 estándar de 229 pulgadas cúbicas (3,8 L) de Chevrolet, el Buick de 231 pulgadas cúbicas (3,8 L) California o el V8 opcional de 267 pulgadas cúbicas (4,4 L) no disponible en California, así como un V8 base de 305 pulgadas cúbicas (5 L) en los modelos Landau; y un V6 Buick turbo de 231 pulgadas cúbicas (3,8 L) con 170 HP (172 CV; 127 kW).[cita requerida]

## Quinta generación (1995-1999)
Después de 6 años sin producirse de 1989-1994, en 1995 se presentó el sedán Lumina, que en su versión coupé se convirtió en el nuevo Monte Carlo de quinta generación. Este coche se montó en una versión actualizada del chasis W-body compartido con el Pontiac Grand Prix, Oldsmobile Cutlass Supreme, Oldsmobile Intrigue, Buick Century y Buick Regal. Por su naturaleza, fue el primer Monte Carlo con tracción delantera. En 1995, el LS costaba US$16 770 (equivalente a $33 533 en 2023) y el Z34 costaba US$18 970 (equivalente a $37 932 en 2023). Todos fueron construidos en la planta de Oshawa, Ontario, Canadá.

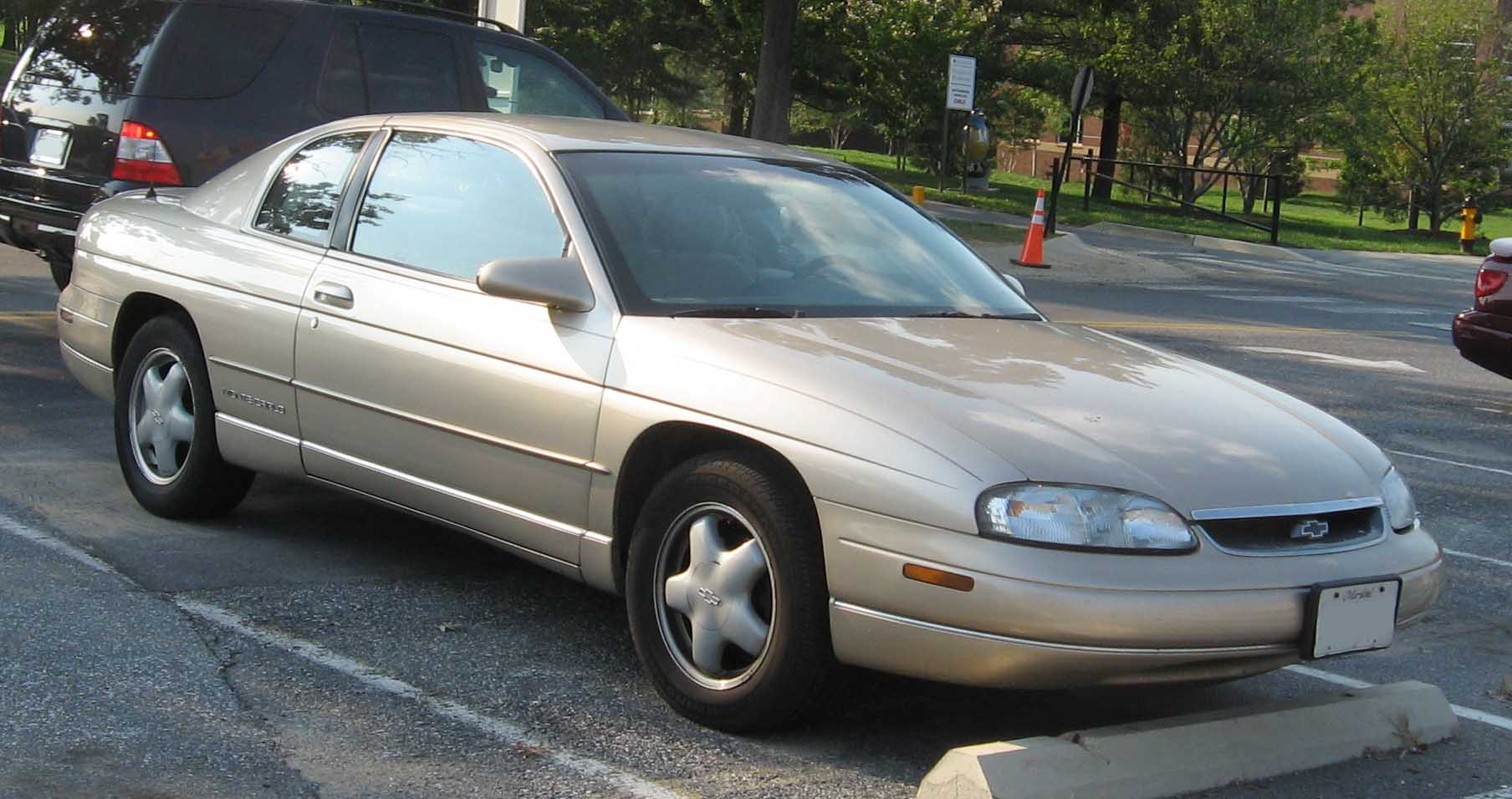
Modelo 1995-99
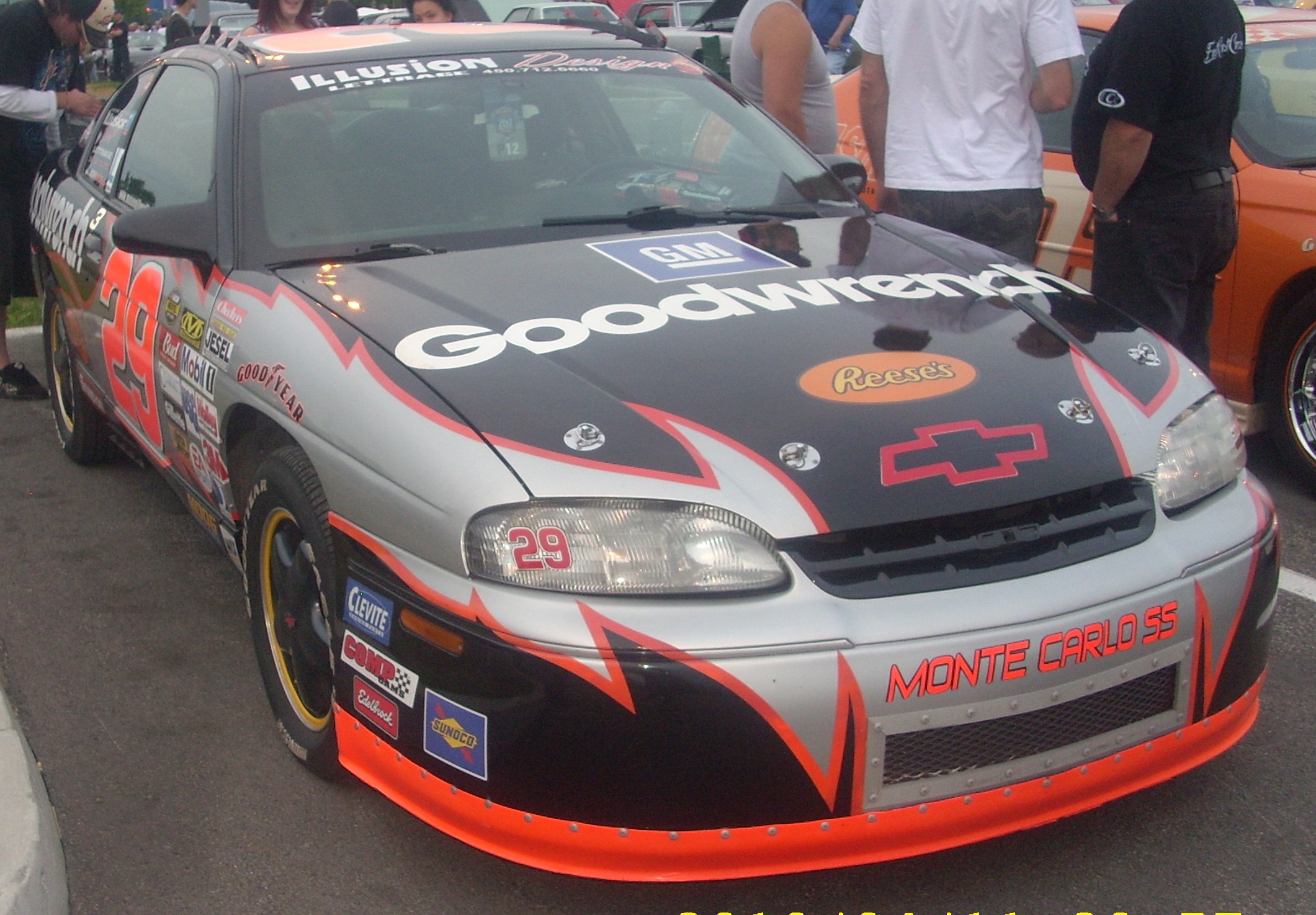
Pace car de la quinta generación en NASCAR

## Sexta generación (2000-2007)

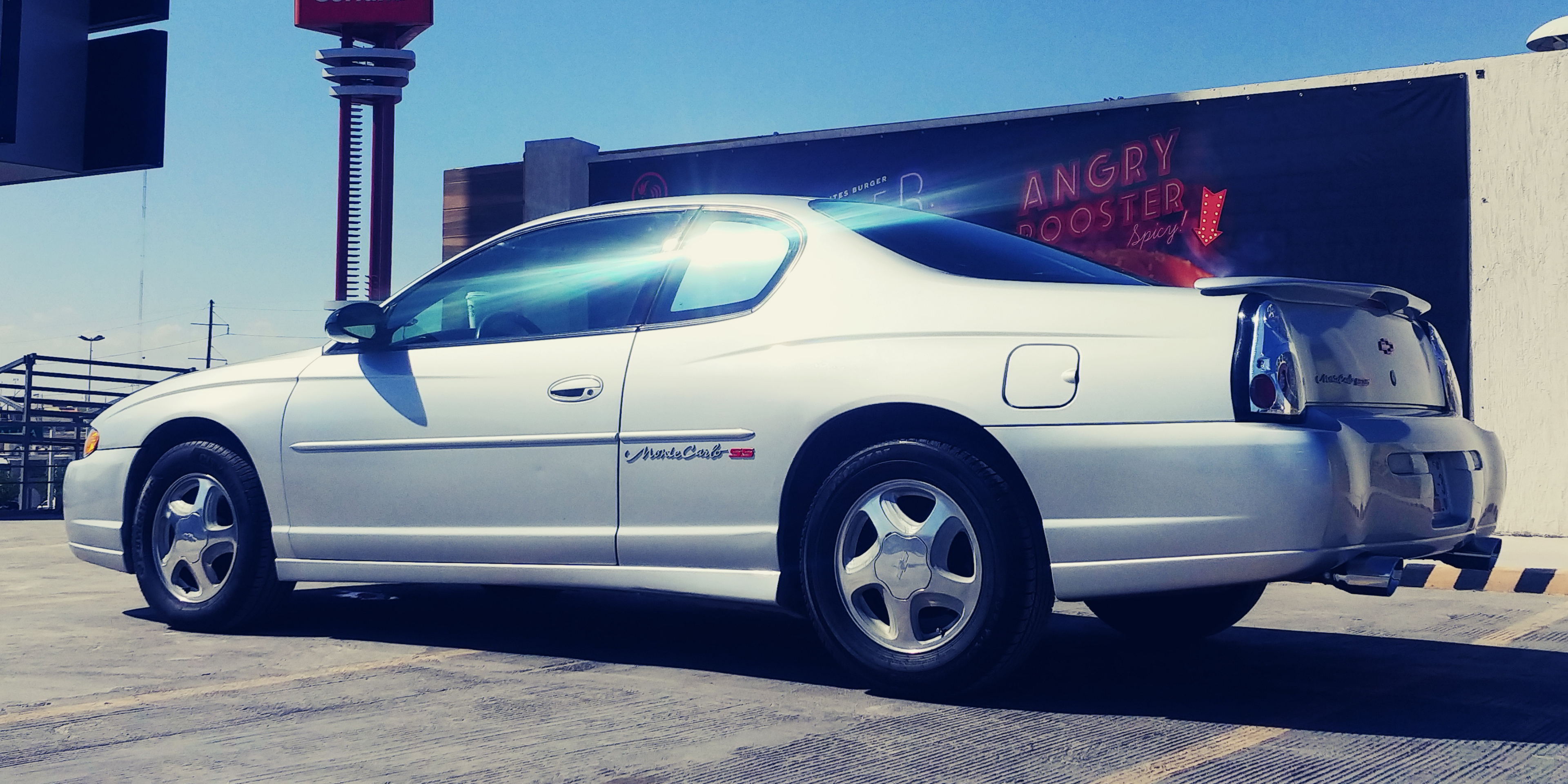
SS con emblemas laterales de color rojo en la cajuela y en ambas letras. Destacan las curvaturas sobre cada paso de rueda, al estilo de las generaciones 2, 3 y 4; así como la variante horizontal de alerón

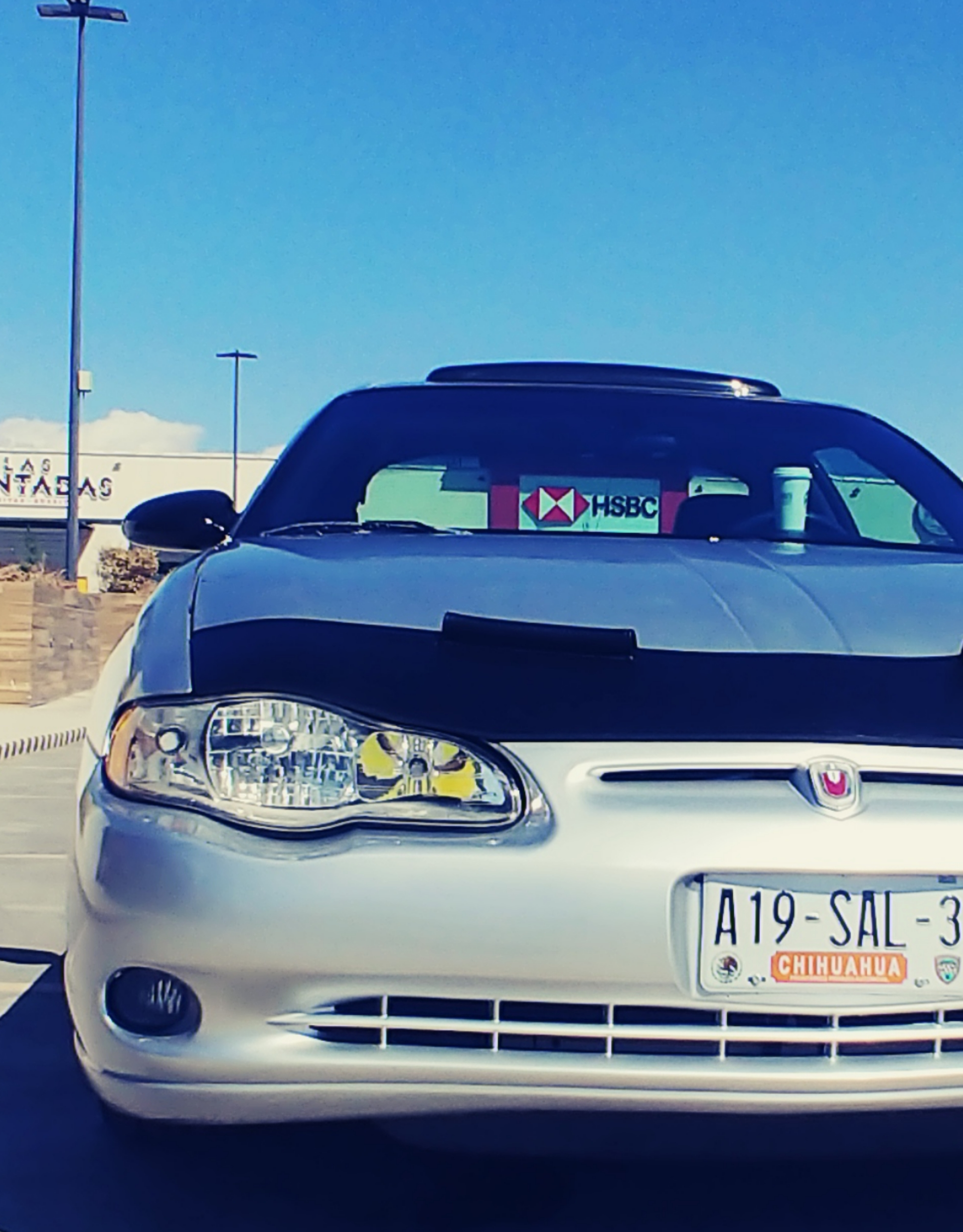
Frontal de modelos 2000-2005. El de la imagen porta una cubierta de vinyl protector en cofre. Nótese el emblema "knight", en el centro de 2 tomas de aire, en vez de parrilla. muy distintivas de dichos modelos.

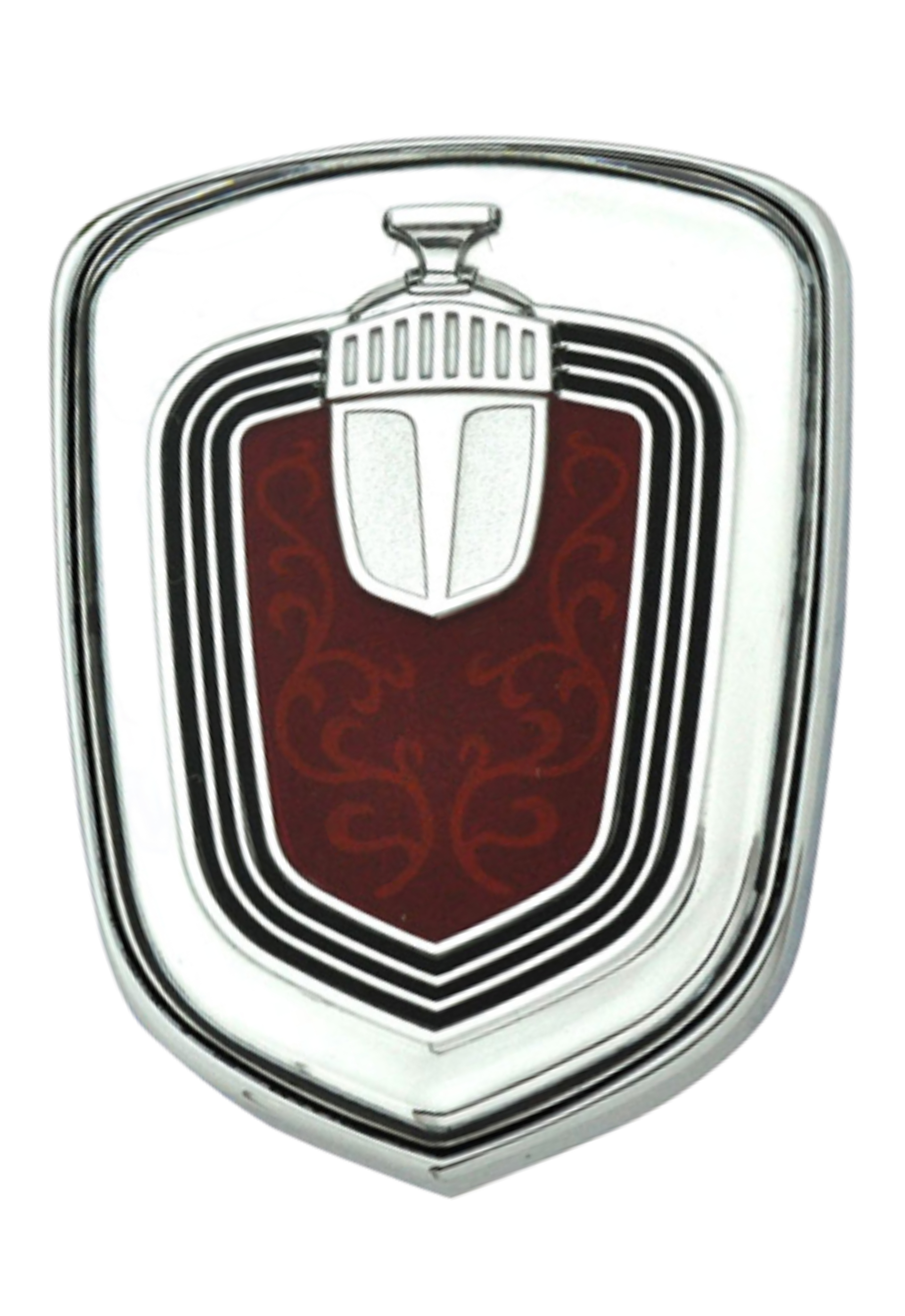
Emblema "knight" que aparece en el frontal de todos los modelos 2000 a 2005. En la variante LS menos deportiva, aparece en cada pilar C

En 2000, Chevrolet diseñó el Monte Carlo de manera muy atrevida, para tener rasgos de sus predecesores, e incorporar la fiereza de su ADN, respecto a los logros en competición. Entre las características heredadas de anteriores Monte Carlo, se encontraban las molduras estilizadas sobre los pasos de rueda (fenders), a dichos pasos de rueda se les dotó de un toque de "músculo", algo que ha permitido a aficionados, colocarle neumáticos más anchos, mediante la utilización de espaciadores, sin alterar demasiado el estilo del auto.  
Las calaveras volvieron a ser verticales, de doble esfera esta vez. Asimismo, regresó a la parrilla frontal el emblema "knight", que estaba ausente en la previa generación, aunque presente en las demás. También reapareció la variante SS "Super Sport", en sustitución de la designación Z34 de la quinta generación.
Para tener una idea del concepto y filosofía de esta sexta generación, es útil conocer el primer párrafo del kit informativo de Chevrolet al respecto:

"Experimenta el nuevo Monte Carlo y sentirás una fusión de fuego y finura. Atrevido y escultural, atrae las miradas. Con la herencia de un dominador de la competición NASCAR. Es agresivo, pero espacioso y con toques de lujo para sus ocupantes. Libertad intocable, templada por elegancia. ¿Incongruente? será porque es la hora del té en Talladega…"

Talladega es el circuito de competición NASCAR con las curvas más peraltadas, unos 33°, donde se alcanzan velocidades de hasta 350 km/h (217 mph), en una pista tan ancha como para permitir hasta 5 autos alineados.
En palabras de Kurt Ritter, gerente general de Chevrolet en ese entonces: "traemos un nuevo Monte Carlo que deleita los sentidos (estética), al tiempo que eleva la frecuencia cardíaca (pasional)". Y para reforzar semejantes afirmaciones, el 30 de mayo de 1999, el nuevo modelo apareció simultáneamente como "pace car" o auto de seguridad, en 2 prestigiosas carreras el mismo día. Sentando un récord, ya que nunca un mismo "pace car" lo había hecho. Dicho modelo se presentó liderando y agrupando a los competidores de las 500 Millas de Indianápolis en el circuito de carreras de Indianapolis Motor Speedway, así como a los competidores de Coca-Cola 600 NASCAR, en el circuito de Charlotte Motor Speedway.
A petición de los equipos de carreras, los estilistas de Chevrolet añadieron una ligera «curvatura» en la parte trasera de la cajuela, vista de frente. Esa ondulación acomodaba una tira de luces led que advertían sobre el uso del freno. Era un rasgo distintivo que se mantuvo con el Monte Carlo hasta su desaparición.
Se generalizó en casi todos los niveles de equipamiento el uso de un alerón trasero, ya que la "LS" no lo traía, enmascarado en la zaga del coche, existiendo 2 tipos de estos. Esta circunstancia se debió a su participación en la NASCAR, donde se dotó al modelo del característico perfil aerodinámico y de un alerón estilo «cola de pato». 
Los niveles de equipamiento consistieron de las variantes LS y SS, el primero con tracción delantera en la historia de Chevrolet. El LS con un V6 de 3.4 L con 180 HP (182 CV; 134 kW), mientras que el SS con un V6 de 3.8 L con 200 HP (203 CV; 149 kW). Una versión supercargada fue añadida para los modelos SS de 2004 y 2005, utilizando el mismo 3.8 L, pero elevando la potencia hasta 240 HP (243 CV; 179 kW). En el 2005, solamente la versión supercargada llevó el emblema SS, pues el 3.8 naturalmente aspirado pasó a llamarse LT, coexistiendo ese año con el LS de 3.4 L. De 2000 a 2005, Chevrolet solamente utilizó motores V6 para el Monte Carlo.

#### Motores
| Motor                     | Versión | Años      | Potencia máxima         | Par máximo           | Transmisión |
| ------------------------- | ------- | --------- | ----------------------- | -------------------- | ----------- |
| V6 3.4 L LA1              | LS      | 2000–2005 | 180 HP (182 CV; 134 kW) | 205 lb·pie (278 N·m) | 4T65E       |
| V6 3.8 L L36              | SS      | 2000–2004 | 200 HP (203 CV; 149 kW) | 225 lb·pie (305 N·m) | 4T65E       |
| V6 3.8 L L36              | LT      | 2005      | 200 HP (203 CV; 149 kW) | 225 lb·pie (305 N·m) | 4T65E       |
| V6 3.5 L LZE              | LS, LT  | 2006–2007 | 211 HP (214 CV; 157 kW) | 214 lb·pie (290 N·m) | 4T65E       |
| V6 3.8 L L67 Supercargado | SS      | 2004–2005 | 240 HP (243 CV; 179 kW) | 280 lb·pie (380 N·m) | 4T65E-HD    |
| V6 3.9 L LZ9              | LT, LTZ | 2006      | 242 HP (245 CV; 180 kW) | 242 lb·pie (328 N·m) | 4T65E       |
| V8 5.3 L LS4              | SS      | 2006–2007 | 303 HP (307 CV; 226 kW) | 323 lb·pie (438 N·m) | 4T65E-HD    |

#### Ediciones especiales
Se construyeron varias ediciones especiales SS, destacando la Dale Earnhardt Jr. en 2004 con el motor supercargado, rines especiales, interiores con la firma del famoso piloto de NASCAR bordada y también plasmada en la cajuela y panel de instrumentos, así como calcas con el número 8 en el pilar C.
Más adelante, en 2006 su penúltimo año de producción y cuando las ventas iban en franco declive, llegó un rediseño medio. Dichos cambios incluyeron remover, como en la quinta generación, el emblema "knight", retornando al emblema generalista del "moño" o "corbatín" de Chevrolet.[cita requerida]

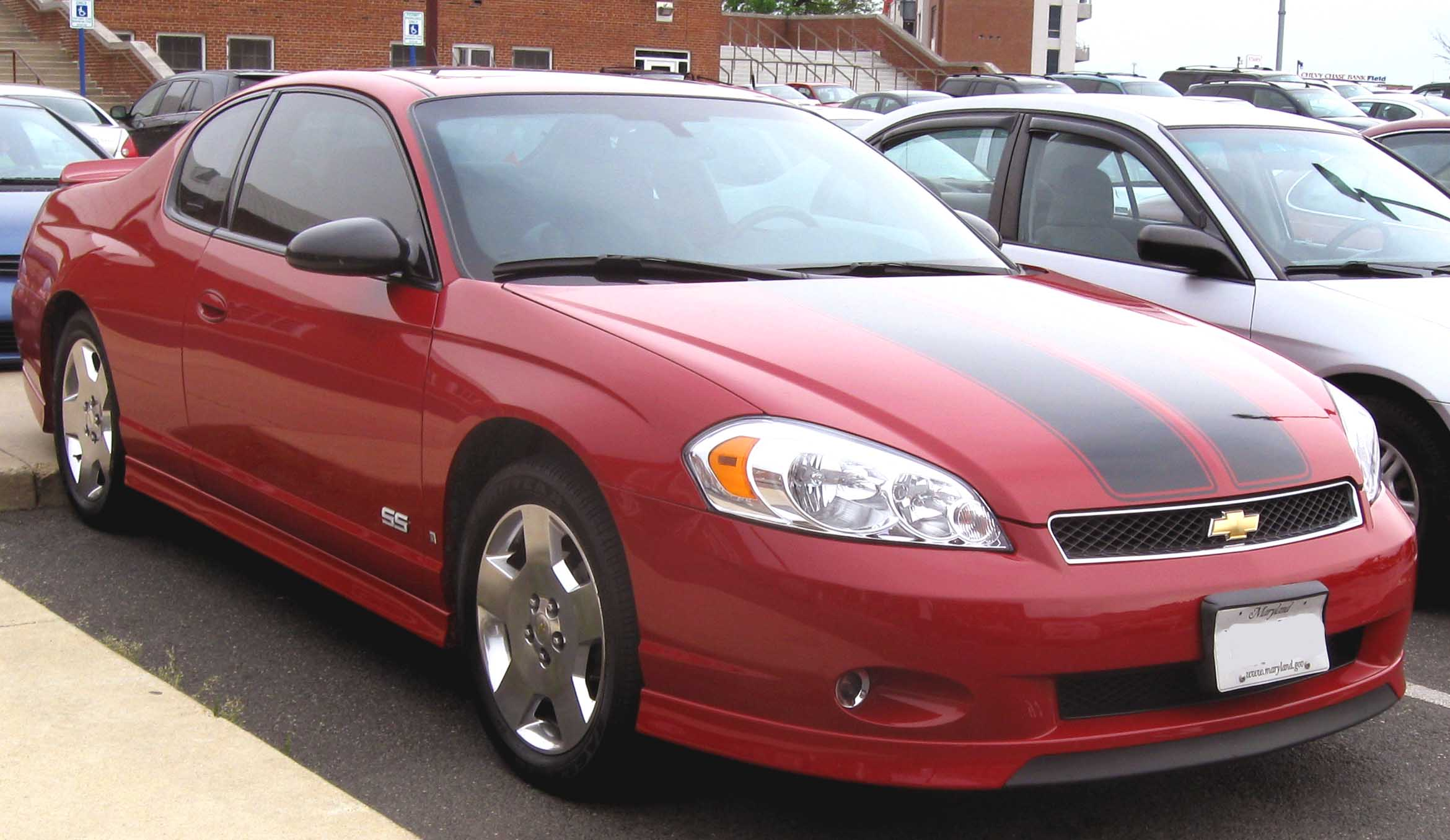
Modelo 2006-2007, sus últimos años de producción.
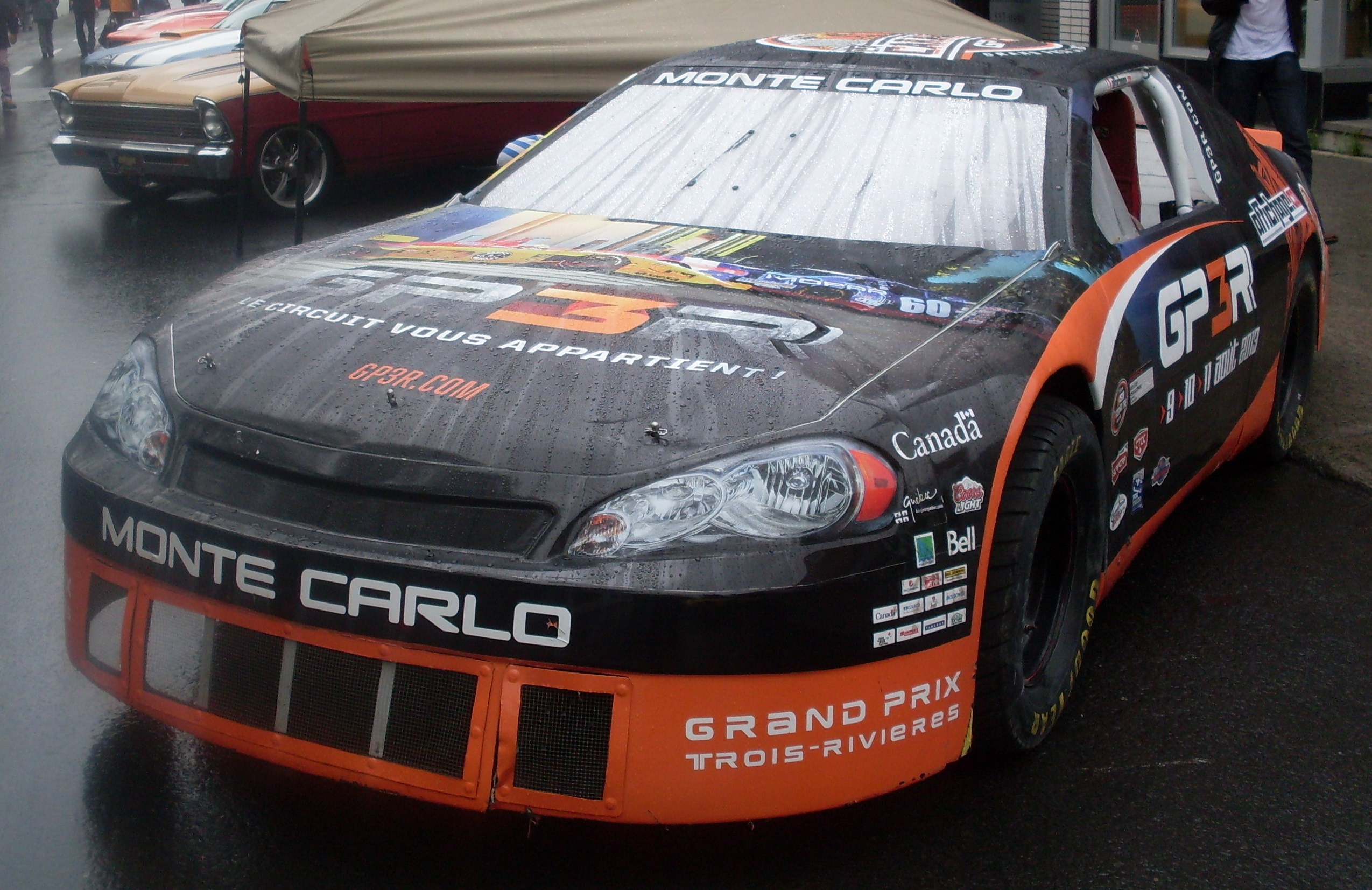
Automóvil de carreras rediseñado de 2006-2007 en NASCAR.